# 占冠站
占冠站（日语：／ Shimukappu eki */?）位於日本北海道勇拂郡占冠村字中央，是北海道旅客鐵道（JR北海道）石勝線上的車站。車站編號為K21。
站名來自所在地名，源自阿伊努語的「si-mo-ka-pet」，意思是平靜河川（指鵡川）的上游。

## 車站構造
擁有側式月台1面1線、島式月台1面2線的車站。
| 月台 | 路線    | 方向                                 | 目的地                               | 備註                                 |
| ---- | ------- | ------------------------------------ | ------------------------------------ | ------------------------------------ |
| 1    | ■石勝線 | 上行                                 | 新夕張、南千歲、札幌方向             | 只提供特急列車服務                   |
| 2    | ■石勝線 | 下行                                 | 新得、帶廣、釧路方向                 | 只提供特急列車服務                   |
| 3    | ■石勝線 | 待避線，只供貨運列車或臨時列車使用。 | 待避線，只供貨運列車或臨時列車使用。 | 待避線，只供貨運列車或臨時列車使用。 |

占冠是一個簡易委託車站，車站事務由占冠村負責，新夕張站管理，營業時間為7:35～15:25（六、日及假期至15:00）。車站站房有一半是由追分工務所占冠管理室所使用。
此站乃特急列車十勝（とかち）的停車站，而特急列車大空（おおぞら）也有一個來回班次（2號與3號）會在此停車。
由於「新夕張 - 新得」區間並沒有普通列車行駛，因此由本站來往新夕張、苫鵡與新得站的旅客，並不需額外付特急車資就可搭乘特急列車的自由席，是少見的特例。要注意上車和下車的車站兩者都必須是該指定區間內的車站，即新夕張、占冠、苫鵡或新得，才可使用此特例。乘特急列車跨越區間及區間以外的話，特例則不適用，須繳付區間內的特急車資。

## 車站周邊
占冠車站雖然是占冠村的主車站，但是車站並不是位於村中心，因此車站的附近只有販賣名產的商店。除占冠村外，附近的日高町、南富良野町的居民亦多利用占冠站前往新千歲機場或札幌。
- 國道237號
- 道東自動車道占冠IC
- 道之驛（道の駅）「自然體感占冠」（自然体感しむかっぷ） （页面存档备份，存于）
- 占冠村公所
- 富良野警察署占冠派出所
- 占冠郵局（和日本郵便富良野支店占冠集配中心合設）
- 旭川信用金庫占冠辦事處
- 富良野農業協同組合（JA富良野）占冠辦事處
- 占冠村營巴士、日高町營巴士「占冠站前」公車站
  - 金山、富良野、富良野協會醫院方向（占冠村營巴士）
  - 占冠村公所、營林署、上雙珠別方向（占冠村營巴士）
  - 苫鵡、落合、幾寅方向（占冠村營巴士）
  - 占冠村公所、日高總合分所方向（日高町營巴士）

※搭乘占冠村營巴士（双珠別方面）再轉乘日高町營巴士可達占冠市區（占冠村公所）

## 歷史
- 1981年（昭和56年）10月1日 - 日本國有鐵道占冠站設立。辦理旅客業務。
- 時間不詳 - 停止售賣鐵路便當。
- 1986年（昭和61年）11月1日 - 簡易委託化，車站事務由占冠村負責。
- 1987年（昭和62年）4月1日 - 國鐵分割民營化後成為JR北海道轄下的車站。

## 相鄰車站
北海道旅客鐵道（JR北海道）
■石勝線
特急「大空」、「十勝」
新夕張（K20）－（楓信號場）－（長和信號場）－（東長和信號場）－（清風山信號場）－（鬼峠信號場）－占冠（K21）－（東占冠信號場）－（瀧之澤信號場）－（幌加信號場）－苫鵡（K22）

## 外部連結
- （日語）占冠車站觀光介紹 （页面存档备份，存于）
- （日語）全驛參觀之旅 （页面存档备份，存于）